# National Geographic World Championship
Le National Geographic World Championship est une compétition de géographie organisée par la National Geographic Society pour des jeunes de moins de 16 ans. Sa première édition remonte à 1993 et depuis elle a lieu tous les deux ans, en juillet ou en août. Elle oppose des équipes (nationales) de trois élèves (accompagnés, jusqu'en 2001, par un "remplaçant").
La compétition proprement dite se déroule sur trois jours : elle comprend
- une épreuve écrite, constituée d'un QCM et de cartes à remplir.
- une course d'orientation, avec une nouvelle question à chaque borne.
- pour les trois meilleures équipes, une finale animée par Alex Trebek (animateur du jeu télévisé américain Jeopardy!), qui pose des questions différentes à chacune des équipes (successivement).

Les questions portent sur la plupart des domaines de la géographie (physique, culturelle, économique, politique, etc.)
Les trois meilleures équipes reçoivent, après la finale, des médailles d'or, d'argent et de bronze.

## Finalistes des éditions précédentes
- 1993 : Londres, Royaume-Uni
  1. États-Unis
  2. Royaume-Uni
  3. Russie
- 1995 : Orlando, Floride, États-Unis
  1. Australie
  2. Royaume-Uni
  3. Canada
- 1997 : Washington, D.C., États-Unis
  1. Canada
  2. Argentine
  3. Russie
- 1999 : Toronto, Ontario, Canada
  1. États-Unis
  2. Canada
  3. Russie
- 2001 : Vancouver, Colombie Britannique, Canada
  1. États-Unis
  2. Canada
  3. Hongrie
- 2003 : Tampa, Floride, États-Unis
  1. États-Unis
  2. Allemagne
  3. France (Vincent Lafon (capitaine), Paris; Antony Lee, Les Ulis; Thibaut Decazes, Versailles)
- 2005 : Budapest, Hongrie
  1. États-Unis
  2. Russie
  3. Canada
- 2007:San Diego, Californie, États-Unis 
  1. Mexique
  2. États-Unis
  3. Canada

## Sélection de l'équipe française
En 1997 (première participation française) et en 1999, l'équipe française était sélectionnée par le concours des Géophiles, organisé par le magazine Science & Vie Junior. Depuis 2001, la sélection est organisée par la National Geographic France, dans le cadre du Championnat de France de Géographie Junior. Les candidats doivent répondre à un questionnaire, actuellement organisé sur Internet, puis les cent meilleurs participent à une finale nationale qui a lieu pendant une journée entière à Paris : le matin, un QCM sélectionne 10 élèves, puis, l'après-midi, une deuxième épreuve sélectionne l'équipe (tandis qu'une visite est organisée pour les 90 autres).